# Anton Lussmann
Anton Lussmann, auch Anton Lußmann (* 1864 in Frankfurt am Main; † 1928) war ein deutscher Bildhauer.

## Leben
Lussmann studierte Bildhauerei in seiner Heimatstadt am Städelschen Kunstinstitut und danach weiter in Berlin. Einige seiner Werke befinden sich in Frankfurt am Main am Rathaus und auf dem Hauptfriedhof. Des Weiteren sind einige kleinere Skulpturen von ihm bekannt.

## Werke
- ohne Datum: Grabstele mit dem Halbreflief eines sitzenden, trauernden Engels, Hauptfriedhof Frankfurt, Grabstätte in Patenschaft, Gewann F 1836.
- 1900: Schreck beim Bade, ca. 60 cm hohe Marmorfigur eines Mädchens, das vor einem überdimensionierten Flusskrebs aus Bronze erschrickt. Kunsthandel 2011.
- 1903: Andacht (Betendes Mädchen), Gips. Frankfurter Kunstverein, Ausstellung 1904, Katalog Seite 20 Nr. 159.
- 1905: trauerndes Mädchen, Grabmal auf dem Alten Friedhof in Darmstadt
- 1907: Grabmal Georg Passet, Tierbrunnen aus gelbem Sandstein mit Bronzefiguren. 2011 restauriert und funktionsfähig am Alten Friedhof in Darmstadt aufgestellt.[1]
- 1908: Landgrafenbrunnen (Bad Homburg vor der Höhe)

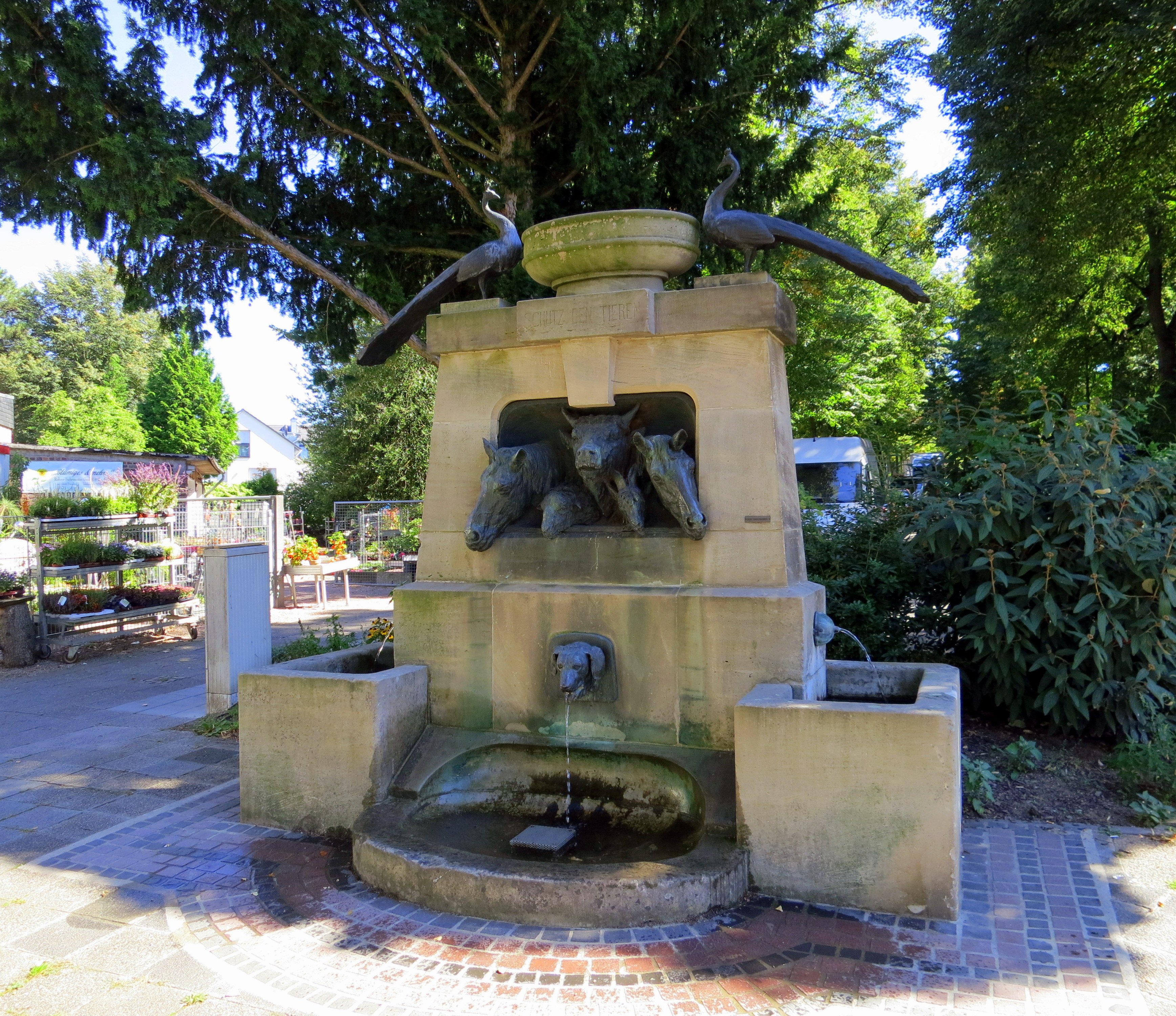
Tierbrunnen
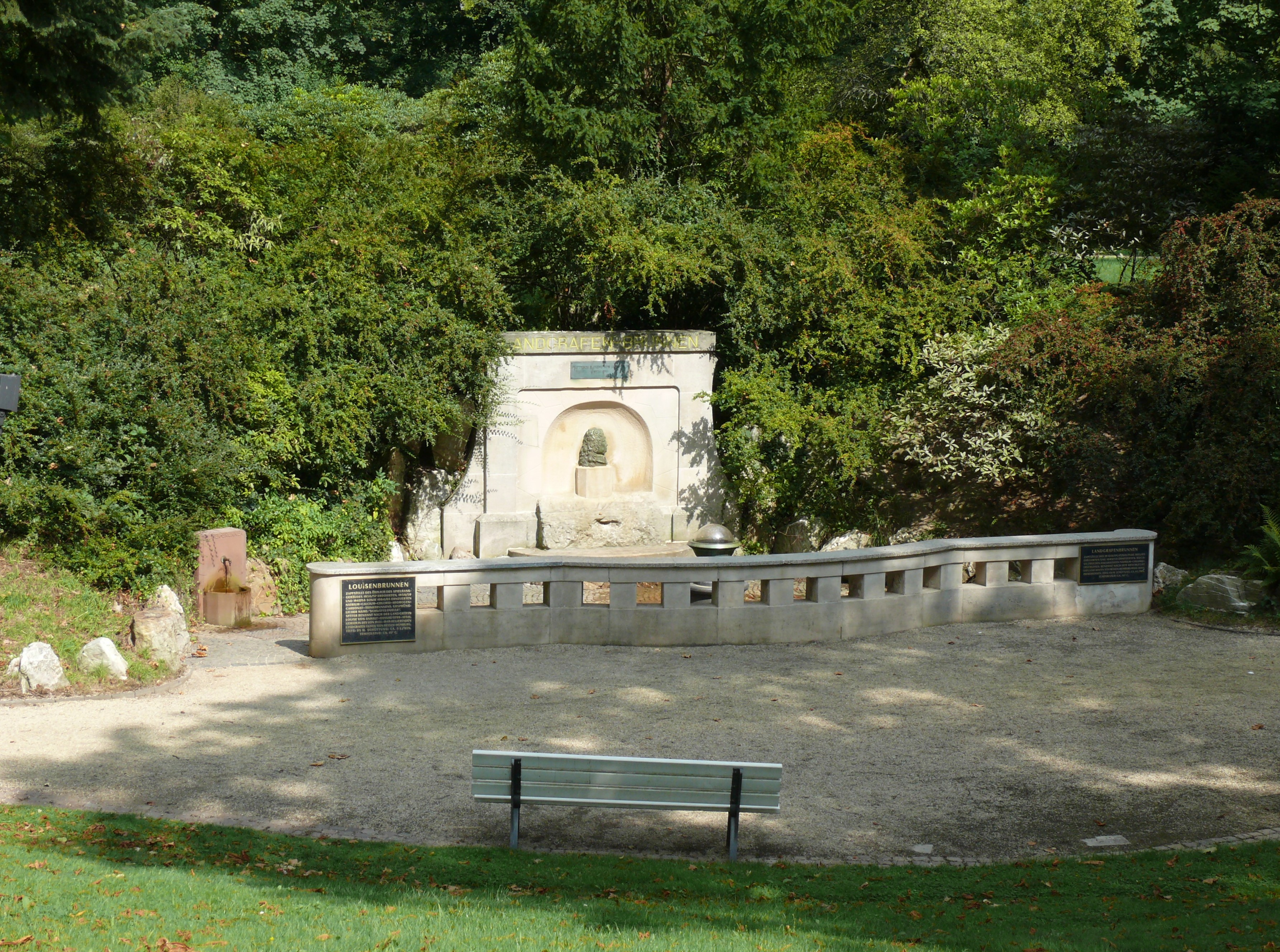
Landgrafenbrunnen
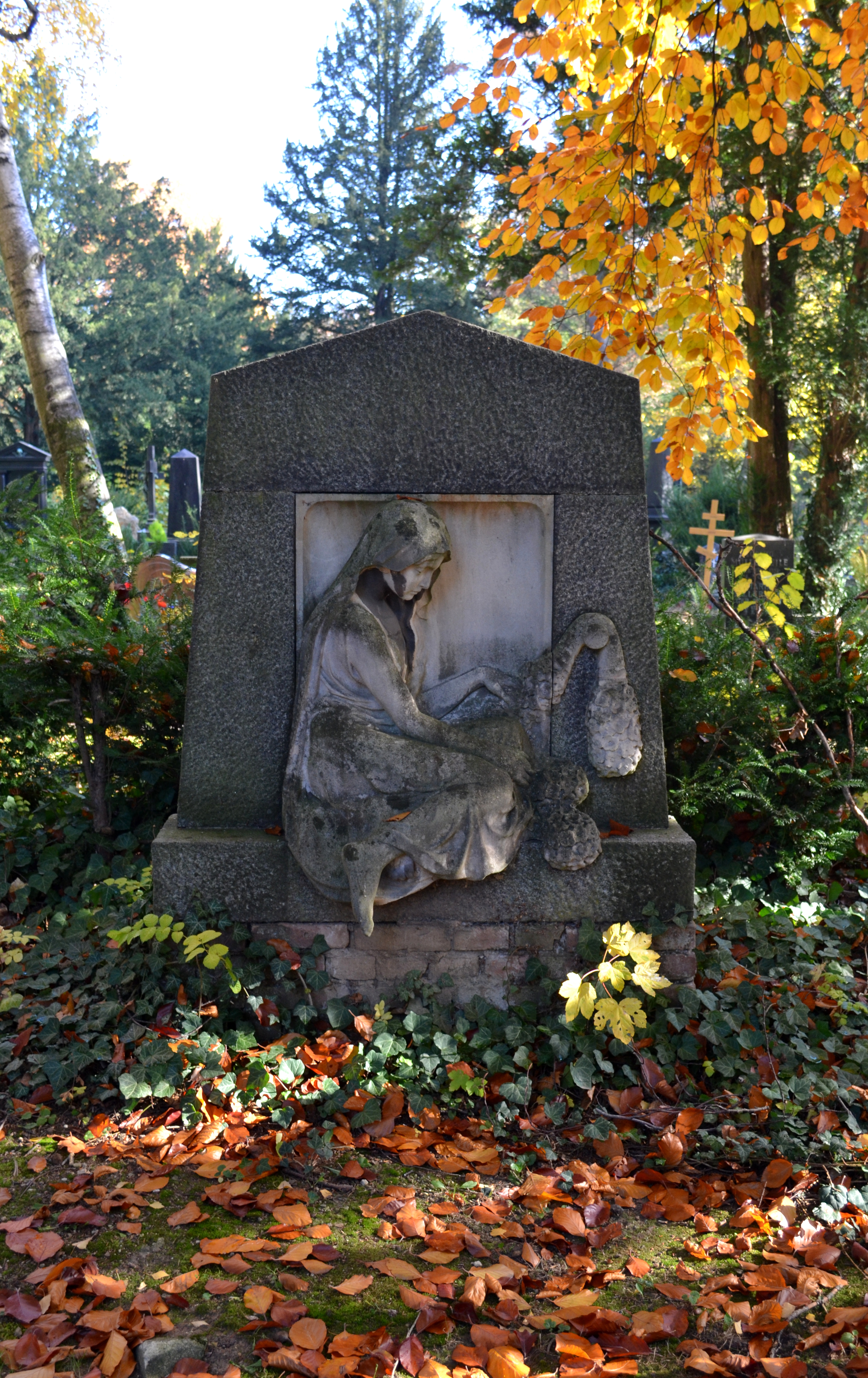
Frankfurt, Hauptfriedhof, Grab F 1836 Schüler